# Badmads
Badmads er et kassettebånd fra 1989, og blev senere genudgivet som CD. Den blev lavet i samarbejde med Rådet for større færdselssikkerhed, og blev udgivet for Børnenes Trafikklub for at lære børn at færdes sikkert i trafikken. 
Badmads, er indtalt af Rune Grue, Sissel Thomsen, Søren Rislund, Jørgen Faurschou, Christina Krøll, Tine Miehe-Renard, Sanne Gundlev, Jan Irhøj, Thorstein Thomsen og historien samt musikken er skrevet af Jan Irhøj  og Thorstein Thomsen.

## Handling
Historien handler om drengen Mads og pigen Tine. En nat drømmer Mads han er Badmads som skal fange skurken Vorten, men imens han drømmer bliver han vækket af sin mor, som vil have at han skal tage til cykelsmeden, efter han været hos cyklesmeden møder han pigen Tine. Senere ser de en nabo der opfører sig mystisk, da han cykler på en børnecykel, så de følger efter ham og leger at han er skurken som de skal bekæmpe.
Når Mads og Tine cykler i trafikken cykler de pænt, men når de cykler igennem en parken eller i skoven, leger de at de bliver til både Badmads og Tusindfryd, som skal bekæmper skurke. 